# توماس ویلپارت
توماس ویلپارت (استونیایی: Toomas Vilpart؛ زادهٔ ۲۱ سپتامبر ۱۹۷۱) قایقران روئینگ اهل استونی بود. وی در بازی‌های المپیک تابستانی ۱۹۹۲ شرکت کرده است.